# Siegfried Esajas

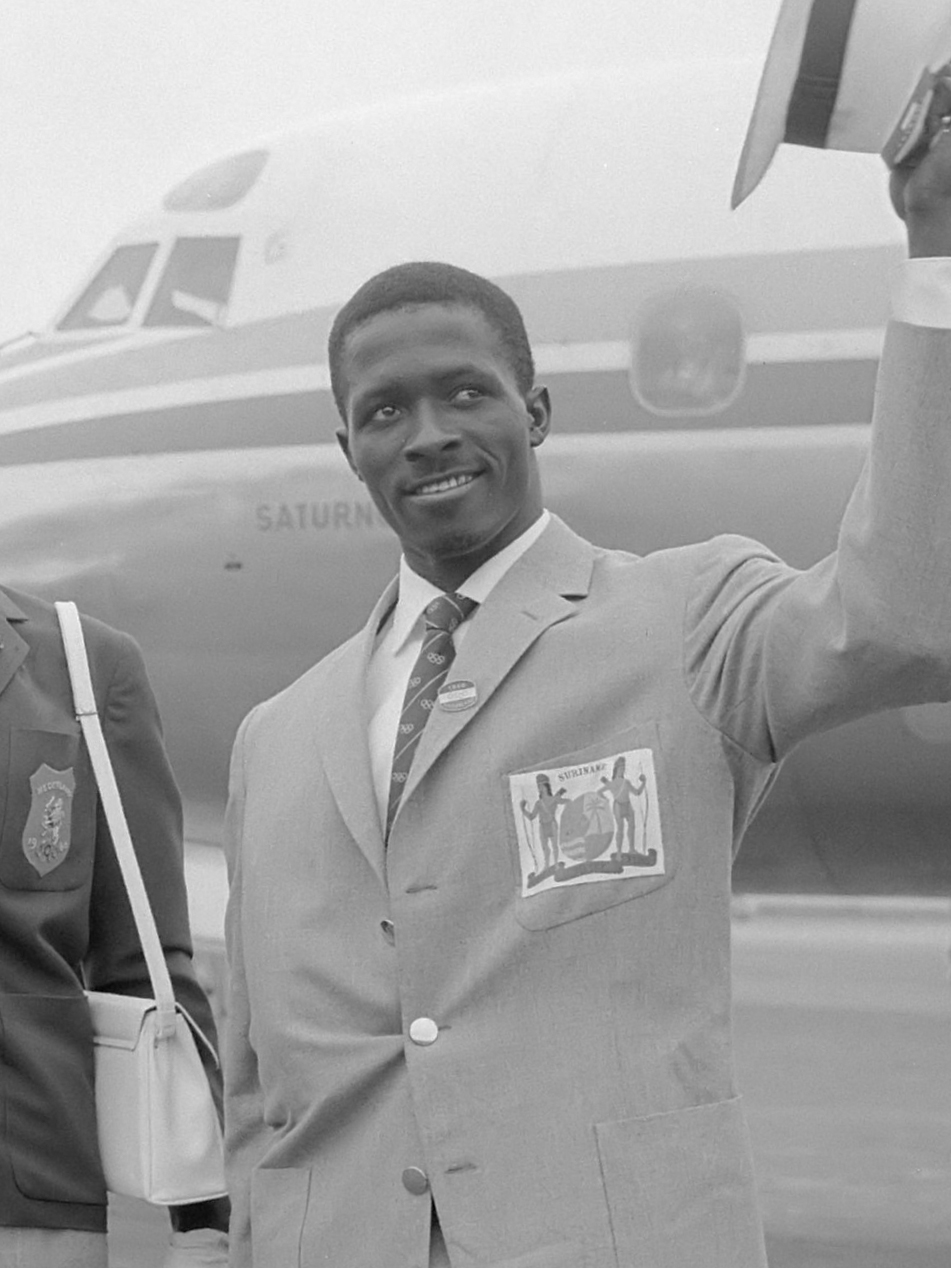
Wim Esajas (1960)

Siegfried Willem (Wim) Esajas (* 16. April 1935; † 30. April 2005 in Paramaribo) war ein surinamischer Leichtathlet. Er war 1960 der erste Athlet in der Geschichte seines Landes, der an Olympischen Spielen teilnahm.
Esajas war 800-Meter-Läufer. Im Jahr 1960 wurde er über diese Strecke Niederländischer Meister. Vom erst ein Jahr zuvor in die olympische Familie aufgenommenen Surinaams Olympisch Comité (SOC) wurde Esajas als einziger Sportler zu den Olympischen Sommerspielen nach Rom entsandt, um das Land dort erstmals zu vertreten. Die Basketball-Mannschaft hatte unmittelbar vor den Spielen bei einem Qualifikationsturnier in Bologna die Qualifikation nicht geschafft.
Am Morgen des Wettkampftages erschien Esajas jedoch nicht am Start. Später wurde erzählt, dass er an diesem Morgen verschlafen hätte. Der Vorfall wurde zu einer Geschichte für die Medien und noch bei den Olympischen Sommerspielen 1976 in Montreal wurde Suriname beim Einmarsch der Nationen im Rahmen der Eröffnungsfeier als das Land vorgestellt, das seine olympische Premiere verschlafen hatte.
Esajas zog sich nach den Spielen von Rom vom Leistungssport zurück. Er machte sein Diplom als Blumenzüchter an der Gartenbauschule in Deventer und baute sich in diesem Beruf eine Existenz in seinem Heimatland auf.  
Anlässlich seines 70. Geburtstages im April 2005, den Esajas im Krankenhaus verbringen musste, erhielt er Besuch von Vertretern des Surinaams Olympisch Comité. Sie teilten ihm mit, dass in den Archiven des SOC ein Brief des damaligen Generalsekretärs Fred Glans gefunden wurde, in dem er schrieb, dass er Esajas in Rom fälschlicherweise mitgeteilt hatte, sein Vorlauf sei auf den Nachmittag verschoben worden. Esajas war damit rehabilitiert. Der surinamische Bildungsminister Walter Sandriman überreichte ihm eine Auszeichnung für sein Lebenswerk, der SOC-Vorsitzende Gerhard van Dijk eine olympische Plakette.
Esajas konnte sich nicht mehr lange über seine Rehabilitierung freuen. Er starb zwei Wochen später im Krankenhaus. Die Todesursache wurde nicht bekanntgegeben.